# Mario Gavranović
Mario Gavranović, född 24 november 1989 i Lugano, är en schweizisk fotbollsspelare (anfallare) som spelar för Dinamo Zagreb. 